# Gare d’Ebblinghem
Gare d’Ebblinghem vasútállomás Franciaországban, Ebblinghem településen.

## Vasútvonalak
Az állomást az alábbi vasútvonalak érintik:
- Lille–Fontinettes-vasútvonal

## Kapcsolódó állomások
A vasútállomáshoz az alábbi állomások vannak a legközelebb:
- Gare de Renescure
- Gare d’Hazebrouck